# Санта-Мария-ду-Камбука
Санта-Мария-ду-Камбука (порт. Santa Maria do Cambucá)  —  муниципалитет в Бразилии, входит в штат Пернамбуку. Составная часть мезорегиона Сельскохозяйственный район штата Пернамбуку. Входит в экономико-статистический  микрорегион Алту-Капибариби.

## География
Климат местности: полупустыня.